# Aloe ukambensis
Aloe ukambensis es una especie de planta suculenta de la familia Xanthorrhoeaceae. Es originaria de Kenia.

## Descripción
Aloe ukambensis crece sin tallo o con un corto tallo, de forma individual o  formando pequeños grupos. El tallo puede ser de hasta 30 cm de largo. Las hojas son lanceoladas estrechas formando densas roseta . La lámina es de color verde a verde parduzco  de 20 a 25 cm de largo y 8-9 cm de ancho. En la superficie tiene numerosas manchas blancas alargadas  que se dispersan o se disponen en bandas transversales rotas. El envés de la hoja es más brillante y por lo general algo rayado. Los puntos pueden estar presentes allí. Los dientes afilados que aparecen en el margen de la hoja miden de 3-5 mm de largo y están a 10 a 15 milímetros de distancia. El jugo de la hoja seca es de color naranja brillante a color marrón. La inflorescencia  alcanza una longitud de 50 centímetros.  Las flores son de color rojos brillante de 40 milímetros de largo y  estrechadas en su base, con un diámetro de 7 milímetros.

## Taxonomía
Aloe ukambensis fue descrita por Gilbert Westacott Reynolds y publicado en Journal of South African Botany 22: 33, en el año 1956.
Etimología
Ver: Aloe
ukambensis: epíteto